# Луций Лициний Лукул (консул 151 пр.н.е.)
Луций Лициний Лукул (на латински: Lucius Licinius Lucullus) е политик на Римската република през 2 век пр.н.е.

## Биография
Произлиза от клон Лукул на род Лицинии. Син е на Гай Лициний Лукул (едил 202 пр.н.е.).
През 151 пр.н.е. Лукул като homo novus е избран за консул заедно с Авъл Постумий Албин. Лукул е затворен от народните трибуни понеже се отнася при набирането на войска грубо с войниците. Когато пристига в Испания и разбира, че келтиберите вече са сключили мир. Въпреки това напада vaccaei-те и cauci-те. Унищожава град Cauca, след като сключил с него договор.